# Allosauroidea
Az Allosauroidea a theropoda dinoszauruszok öregcsaládja vagy kládja, amelybe három család – a Sinraptoridae, a Carcharodontosauridae és az Allosauridae – tartozik. A legkorábbi ismert allosauroidea, a Sinraptor dongi a középső jura időszakban (a bath korszakban) tűnt fel Kína területén, a legkésőbbi ismert képviselőik pedig a carcharodontosauridák, melyek a késő kréta (a cenomani korszak) idején éltek. Az allosauroideák hosszú, keskeny koponyával, nagy szemnyílásokkal és háromujjú mellső lábakkal rendelkeztek, a fejükön pedig rendszerint „szarvakat” vagy díszítő kiemelkedéseket viseltek. A csoport leghíresebb és legjobban ismert tagja az észak-amerikai Allosaurus nem.

## Rendszertan

### Taxonómia
- Allosauroidea öregcsalád
  - Becklespinax? nem
  - Aerosteon nem[1]
  - Allosauridae család
  - Carcharodontosauridae család
  - Sinraptoridae család

### Törzsfejlődés
Az Allosauroidea kládot Phil Currie és Zhao (Csao) (1993; p. 2079) hozták létre, később pedig Paul Sereno (1997) definiálatlan ág-alapú taxonként használta. Sereno (1998; p. 64) volt az első, aki ág-alapú definíciót hozott létre a csoport számára, ami szerint ide tartozik „Minden neotetanurán, amely közelebb áll az Allosaurushoz, mint a Neornitheshez”. Kevin Padian (2007) egy csomópont-alapú definíciót használt, ami alapján az Allosauroidea tagja az Allosaurus, a Sinraptor és legújabb keletű közös ősük, valamint annak minden leszármazottja. Thomas R. Holtz és kollégái (2004; p. 100), továbbá Phil Currie, Ken Carpenter (2000) és mások ezt a csomópont-alapú definíciót követték. Azonban számos elemzés (például Currie és Carpenter, 2000) szerint a carcharodontosauridák allosauridákhoz és sinraptoridákhoz való relatív elhelyezkedése bizonytalan, emiatt nem dönthető el biztosan, hogy az allosauroideák közé tartoznak-e.
Az alábbi kladogram Currie és Carpenter 2000-ben készült elemzése alapján készült.
|  | Carcharodontosaurus |
|  |                     |
|  | Giganotosaurus      |
|  |                     |

|  | Acrocanthosaurus |
|  |                  |
|  | Allosaurus       |
|  |                  |

|  | Carcharodontosaurus |
|  |                     |
|  | Giganotosaurus      |
|  |                     |

|  | Acrocanthosaurus |
|  |                  |
|  | Allosaurus       |
|  |                  |

## Fordítás
- Ez a szócikk részben vagy egészben  az   Allosauroidea című angol Wikipédia-szócikk ezen változatának fordításán alapul.  Az eredeti cikk szerkesztőit annak laptörténete sorolja fel. Ez a jelzés csupán a megfogalmazás eredetét és a szerzői jogokat jelzi, nem szolgál a cikkben szereplő információk forrásmegjelöléseként.